# Перські листи
«Перські листи» (фр. Lettres persanes) — філософський роман Шарля Луї де Монтеск'є, написаний в епістолярній формі. Вперше анонімно виданий у 1721 році.
Основні ідеї цього роману пізніше були викладені в «Роздумах про причини величі та падіння римлян» (1734) та у вигляді розробленої, достатньо стрункої системи в «Про дух законів» (1748). Твір здобув значну популярність у тогочасній Франції і є популярним до сьогодні. За життя автора роман витримав 12 видань. Роман побудований у формі листування двох персів — Узбека та Ріка, що пишуть своїм друзям та один одному листи, подорожуючи тогочасною Європою, а зокрема Францією. У романі порушуються проблеми державного устрою, монархічного правління Людовика XIV, релігії, віротерпимості та вад тогочасного європейського суспільства.

## Сюжет

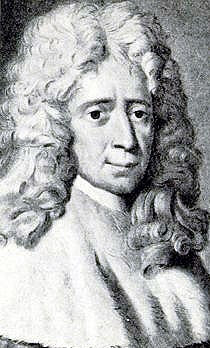
Шарль Луї де Монтеск'є

Перс Узбек змушений виїхати до Європи через велику кількість ворогів та можливість цькування. Шах відпускає Узбека з країни під приводом вивчення ним західних наук. В Іспагані залишається сераль (палац) Узбека разом із гаремом, в якому відбуваються події східної частини роману.
Почавши подорож з Ерзерума, далі їхній шлях пролягає через Токат та Смирну — землі, підвладні туркам-османам. Узбек бачить Турецьку імперію спустошеною та бідною. Він виділяє Смирну, називаючи її сильним та багатим містом, але каже, що таким його роблять європейці.
Першим християнським містом, до якого потрапляють герої, стає квітуче італійське місто Ліворно. Мусульман вражає архітектура, одяг та звичаї мешканців. Італійські жінки мають безліч свобод у порівнянні з персіянками. Вони носять лише одну вуаль (персіянки носять чотири), мають право виходити на вулицю в будь-який день та можуть ставати об'єктами споглядання інших чоловіків, не викликаючи гніву власних чоловіків. Потрапивши до Парижу, мандрівники здивовані швидким темпом життя французів, описують захоплення парижан мистецтвом театру.
Паралельно листуванню з друзями, Узбек листується з своїми дружинами та євнухами гарему. За відсутності Узбека в ньому відбувається низка неприємних подій. Одну із дружин застали разом із білим євнухом, який за це заслуговує на смерть. Один із чорних євнухів помирає і, підшукуючи йому заміну, головний євнух бажає помститися одному зі своїх ворогів, замінивши ним померлого.
Узбек пише муллі Магомету-Алі, ставлячи різні релігійно-філософські питання, роздумує про парадокси церкви. Магомет-Алі у відповідь звинувачує Узбека у богохульстві та зневажанні релігійних джерел.
Ріка спостерігає за француженками і розмірковує про жіночу свободу, приходить до висновку, що влада жінок природна, це влада краси, якій ніщо не може протистояти. Порівнюючи характери персів та французів, він пише, що удавання — невідома річ для мешканців Франції, їх серця відкриті одне одному.
Автор устами Узбека розповідає про державний устрій Франції, безглуздість дій короля, парадокси католицького церковного устрою, висміює Папу Римського та «старого короля». Він розмірковує про найрозумнішу форму правління і порівнює європейські устрої із східними. Монархічна форма правління здається йому насильницькою, що рано чи пізно все одно перетвориться в деспотію або республіку. Історію створення республік у Європі він описує в одному із своїх листів.

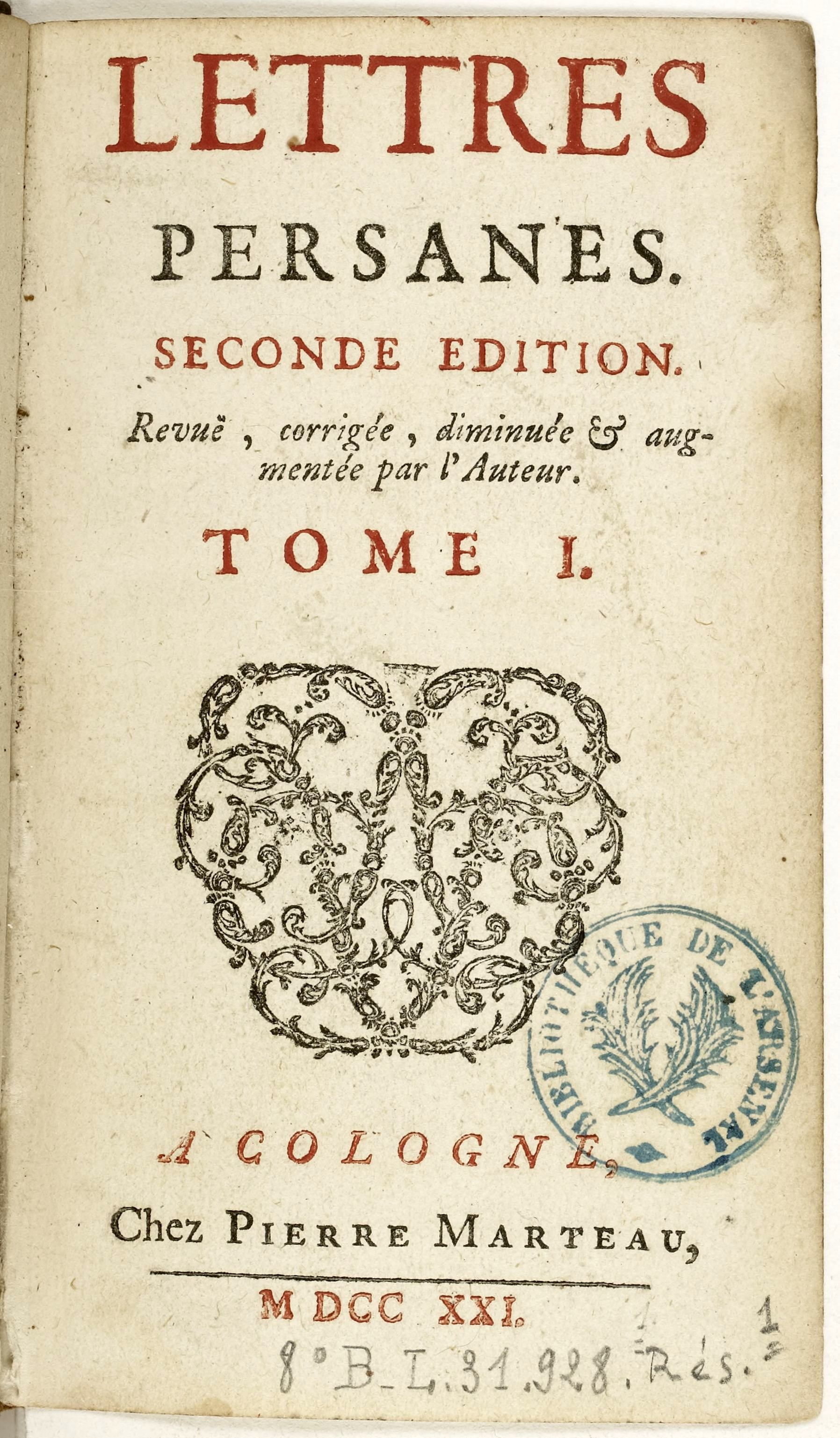
Обкладинка французького видання 1721 року

Останні листи про подорожування Францією вказують на те, що мандрівники розчаровуються і у Франції. Вони бачать народ, що поруйнував власну душу жагою грошей, самовихвалянням. З часом норови цієї частини світу стають їм менш дивними.
Узбек хвилюється про те, що коїться в нього в гаремі. Голова євнухів пише йому листи з дивними і несподіваними пригодами. Як стане відомо пізніше, Роксана спеціально підкупила євнухів, щоб вони написали хазяїну нісенітниці. Після цього вона покохала іншого, а по його смерті від рук охоронців, прийняла отруту. В останньому листі до чоловіка Роксана описує почуття жінки-рабині в гаремі.

## Композиція
Композиційно роман ділиться на три частини. У першій, що складається з 23 листів, перси обмінюються враженнями під час подорожі Узбека з Іспагані в Париж, куди він приїжджає навесні 1712 року. Друга, що включає 123 листи, припадає на останні роки царювання Людовика XIV (лист 92 повідомляє про смерть короля 4 вересня 1715) і на епоху регентства з 1715 по листопад 1720. Нарешті, третя (15 листів) затьмарена тривожними звістками із сералю, котрі примушують Узбека повернутися на батьківщину. 

Обкладинка радянського видання 1956 року

## Реакція
Невдовзі після видання роману ім'я автора стало відомо. Це стало причиною того, що коли кандидатуру Монтеск'є висунули на місце у Французькій академії, видання цього твору стало важливою перешкодою для його обрання.

В 1751 році абат Готьє видав спеціальну брошуру проти письменника: «Перські листи» — богозневажна книга".

## Вплив
Невдовзі після смерті філософа з'явилася книга під назвою "Російські листи" (1760), в якій анонімний автор захищав російську систему кріпацтва від критики французького просвітництва.
«Перські листи» викликали чимало наслідувань, серед яких були «Турецькі листи» Пуллена де Сен-Фуа (1730–1732), «Листи дикуна, покинутого на чужині» Жубера де Ла Рю (1738), «Єврейські листи» (1738–1742) маркіза д'Аржана, його же «Китайські листи» (1739–1742), «Листи перуанки» мадам де Графіньї (1747).